# جانغو الحر
جانغو الحر أو «جانغو المتحرر من القيود» (بالإنجليزية: Django Unchained)‏ هو فيلم غرب أمريكي من كتابة وإخراج كوينتن تارانتينو. الفيلم من بطولة جيمي فوكس وكريستوف والتز وليوناردو دي كابريو وصامويل ل. جاكسون وكيري واشنطن. صدر الفيلم في 25 ديسمبر 2012 في أمريكا الشمالية.
تقع أحداثه في الجنوب العميق في حقبة ما قبل الحرب الأهلية الأمريكية، الفيلم يتبع أحد العبيد المحررين (فوكس) الذي يرتحل عبر أمريكا مع صائد جوائز (والتز) في مهمة لينقذ زوجته (واشنطن) من إقطاعي وحشي ذي شخصية كاريزمية (دي كابريو).
تلقى الفيلم إشادة عالمية من النقاد ورشح لخمس جوائز أوسكار من ضمنها أفضل فيلم وأفضل ممثل مساعد لكريستوف والتز وأفضل سيناريو أصلي لكوينتن تارانتينو. في الحفل السبعين لجوائز الغولدن غلوب ربح والتز جائزة الغولدن غلوب لأفضل ممثل مساعد، وربح تارانتينو جائزة الغولدن غلوب لأفضل سيناريو.
فاز الفيلم بجائزتي أوسكار خلال الحفل 85 لتوزيع جوائز الأكاديمية وهي جائزة أفضل ممثل مساعد لكريستوف والتز وأفضل كاتب لسيناريو أصلي لكونتن تارانتينو.

## الحبكة
في أوائل عام 1858 في تكساس، يقود الأخوان آس وديكي سبيك مجموعة من العبيد السود المقيدين سيرًا على الأقدام. من بين هؤلاء جانغو، الذي بُيع وفُصل عن زوجته برومهيلدا فون شافت، وهي عبدة منزل تتحدث الألمانية والإنجليزية. يوقف الرحلة الدكتور كينج شولتز، وهو طبيب أسنان ألماني تحول إلى جامع مكافئات، يسعى لشراء جانغو لمعرفته بالأخوة بريتل الثلاثة الخارجين عن القانون والذين كانوا المشرفين في مزرعة مالك جانغو السابق، ويحمل شولتز مذكرة بإحضارهم. عندما يرفع آس بندقيته في وجه شولتز، يقتله شولتز ويصيب ديكي. يصرّ شولتز على دفع سعر منصف مقابل جانغو قبل مغادرة ديكي وتركه مع العبيد المحررين، الذين يقتلونه ويتبعون نجمة الشمال نحو حريتهم.
يقتل جانغو وشولتز الأخوين بريتل في مزرعة سبنسر «بيج دادي» بينيت في تينيسي. يجمع بينيت قوات قليلة، التي ينصب لها شولتز كمينًا بالمتفجرات، ويقتل معظمها في حين يقتل جانغو بينيت. يعطي شولتز وعدًا لجانغو ويأخذه كمتدرب معه ويوافق على مساعدته في العثور على برومهيلدا وإنقاذها. يعودان إلى تكساس حيث يجمع جانغو مكافئته الأولى مع الاحتفاظ بالمنشور كتذكار. يجمع جانغو وشولتز العديد من المكافآت قبل الربيع، عندما يسافران إلى ميسيسيبي ويعرفان أن المالك الجديد لبرومهيلدا هو كالفين ج. كاندي، المالك الساحر لكن القاسي لمزرعة كاندي لاند، حيث يضطر العبيد إلى المصارعة حتى الموت في قتالات ماندنغو وحشية.
يضع شولتز وجانغو خطة، إذ يعرفان أنهما إذا عرضا على كالفن شراء برومهيلدا فإنه سيضع لذلك سعرًا مستحيلًا، تنص الخطة على أن يعرضا عليه بدلًا من ذلك 12 ألف دولار (ما يعادل حوالي 365 ألف دولار أمريكي حاليًا) مقابل أحد أفضل مقاتليه وذلك كذريعة لأخذ برومهيلدا مقابل مبلغ رمزي. ثم يتظاهرا بعد ذلك أنهما غيّرا رأيهما بخصوص شراء المقاتل واكتفيا ببرومهيلدا فقط. يقابلان كالفن في نادي السادة المحترمين الخاص به ويقدمان عرضهما له. مفتونًا، يدعوهما كالفن إلى كاندي لاند.
في الطريق، تصادف المجموعة متعقب كالفن للعبيد ستونسيفر الذي يحشر دارتاجنان وهو مقاتل ماندنغو هارب ومشوه، يُطلق كالفن كلابه على دارتاجنان وتلتهمه حيًا. بعد أن يخبر شولتز برومهيلدا بخطتهما، يعرض شولتز أن يشتريها كمرافقة له خلال التفاوض على الصفقة الأولية أثناء العشاء. يدرك ستيفن، وهو العبد المدبر لشؤون منزل كالفن، أن برومهيلدا تعرف جانغو ويدرك خطتهم بذكاء وينبه كالفن. يغير كالفن الصفقة تحت تهديد السلاح لتُشترى برومهيلدا مقابل 12 ألف دولار وذلك بدلًا من المقاتل، يوافق شولتز على ذلك على مضض. أثناء الانتهاء من صفقة البيع، يهدد كالفن بإطلاق النار على برومهيلدا إذ لم يصافح شولتز يده، فيقوم شولتز بإطلاق النار عليه بدلًا من ذلك. يقتل حارس كالفن الشخصي شولتز، فيبدأ جانغو بالهيجان ويقتل الحارس الشخصي والمحامي والعديد من مصنّعي أسلحة كالفين، لكنه يضطر إلى الاستسلام عندما يأخذ ستيفن برومهيلدا كرهينة.
في الصباح التالي، يُعذّب جانغو ويكون على وشك أن يُخصى حين يأتي ستيفن ليقول إن شقيقة كالفن، لارا، قد تولت زمام الأمور وأن جانغو سيباع إلى شركة تعدين ليعمل حتى الموت.
في الطريق إلى هناك، يستخدم جانغو منشور مكافئته الأولى ليثبت لمرافقيه أنه صائد مكافئات، ويدعي أن الأشخاص المذكورين في المنشور موجودون في كاندي لاند ويعد المرافقين جميعًا بمكافأة قدرها 500 دولار من أموال المكافآت. ما إن يتحرر جانغو، يقتل مرافقيه ويعود إلى كاندي لاند وبجعبته كيس ديناميت. يستعيد جانغو أوراق حرية برومهيلدا من جثة شولتز، وينتقم له ولدارتاجنان بقتل ستونسيفر ومتعقبي العبيد الآخرين، ويحرر برومهيلدا.

## طاقم التمثيل
- ليوناردو دي كابريو بدور كالفين ج. كاندي
- كريستوف والتز بدور الدكتور كينج شولتز
- جيمي فوكس بدور جانجو فريمان
- كيري واشنطن بدور برومهيلد فان شافت
- صامويل ل. جاكسون بدور ستيفن
- والتن جوجينز بدور بيلي كراش
- دون جونسون بدور سبنسر «بيغ دادي» بنيت

## الاستقبال النقدي
استقبل الفيلم بإشادة عالمية من النقاد. رشح الفيلم لخمس جوائز جولدن غلوب، أفضل فيلم درامي وأفضل مخرج لكوينتن تارانتينو وأفضل سيناريو لتارانتينو أيضاً وأفضل ممثل مساعد لكريستوف والتز وليوناردو دي كابريو. حصل على جائزة معهد الفيلم الأمريكي كواحد من أفضل أفلام 2012.
كما حقق الفيلم تصنيف 88% على موقع الطماطم الفاسدة.

## روابط خارجية
- جانغو الحر على موقع IMDb (الإنجليزية)
- جانغو الحر على موقع ميتاكريتيك (الإنجليزية)
- جانغو الحر على موقع الموسوعة البريطانية (الإنجليزية)
- جانغو الحر على موقع روتن توميتوز (الإنجليزية)
- جانغو الحر على موقع نتفليكس (الإنجليزية)
- جانغو الحر على موقع قاعدة بيانات الأفلام العربية
- جانغو الحر على موقع ألو سيني (الفرنسية)
- جانغو الحر على موقع Turner Classic Movies (الإنجليزية)
- جانغو الحر على موقع أول موفي (الإنجليزية)
- جانغو الحر على موقع بوكس أوفيس موجو (الإنجليزية)